# 스리랑카 해군
스리랑카 해군(싱할라어: ශ්‍රී ලංකා නාවික හමුදාව, 타밀어: இலங்கை கடற்படை)은 스리랑카군의 해군 부대로 섬 지역으로 인해 국가의 가장 핵심적인 방어군으로 분류되며 스리랑카 국가와 이익의 해상 방어를 담당한다. 스리랑카 해군의 역할은 국가와 이익의 방어를 위해 해상에서 작전을 수행하고 국가 정책에 따라 해상에서 신속하고 지속 가능한 전투 작전을 수행하는 것이다.
인도양을 지나는 주요 바닷길 가운데에 위치한 스리랑카는 항시 선원들의 자석이었고, 해전의 역사가 오래되었다. 현재의 스리랑카 해군은 1950년 12월 9일, 실론 왕립 해군 창설을 위한 해군법이 통과되면서 창설되었다. 현대 스리랑카 해군의 뿌리는 제2차 세계 대전 당시 실론 왕립 해군 자원봉사 예비군으로 개칭되어 영국 왕립 해군에 흡수된 실론 해군 자원봉사대가 창설된 1937년으로 거슬러 올라간다. 현재의 이름인 스리랑카 해군은 1972년 스리랑카가 공화국이 되고 새로운 헌법이 도입되면서 구성되었다.
스리랑카 내전에서 감시와 순찰, 수륙양용 및 보급 작전을 수행하는 데 핵심적인 역할을 했다. 전쟁 중 해군은 해안 순찰 위주의 소규모 병력에서 새로운 형태의 연해 지대전으로 발전한 대잠수함 작전을 지원하기 위해 수륙양용 및 육상 작전을 수행할 수 있는 비대칭 해군전 위주의 대규모 전투군으로 이동했다. 공해상에서 불법 무기 선적을 차단하기 위해 인도양에서 원정 배치를 수행했다. 해군은 자체 정예 특수부대인 특수전단을 보유하고 있다.

## 역사

### 반란
그 결과 1971년 JVP 반란이 일어났을 때 해군은 장비가 부실했고 인원도 부족했다. RCyN에는 해안 임무를 위해 다른 해군과 함께 파견되었기 때문에 바다에 투입되지 않은 HMCys 가자바후라는 단 한 척의 군함이 있었다. RCyN은 처음에 항구 방어에 나섰고 그 후 반란군에 대한 공격적인 대항 반란 작전을 수행했다. 반란 동안 해군은 첫 번째 전투 사상자를 냈고 몇 달 만에 부서진 후 항복한 저항자들을 재활시키기 위해 구치소에 갔다. 그러나 실론은 인도 해군에 의존하여 섬 주변에 배제 구역을 설정해야 했다.

### 공화국 해군
1972년에 "실론의 지배"는 "스리랑카 민주사회주의공화국"이 되었고, 실론 왕립 해군은 스리랑카 해군이 되었다. 깃발과 함께, 그 깃발은 다시 디자인되었다. 해군법에 도입된, "해군의 선장"이라는 용어는 다른 두 서비스가 채택한 용어와 일치하여, "해군 사령관"으로 변경되었다. 마침내, "폐하의 실론 선박(HMCys)"은 "스리랑카 해군 선박(SLNS)"이 되었다.
해군은 효과적인 연안순찰을 수행하기 위해 1970년대 소련으로부터 셰르선급 어뢰정을 기증받고 중국으로부터 062형 포정 5척을 인수하면서 전력 재건을 시작하여 지역 항구까지 수 차례 크루즈 여행을 하였다. 연안에서의 밀수 작전에 대응하기 위해 새로운 기지를 설립하였다. 연안순찰선 5척은 체버턴으로부터, 연안순찰선 6척은 콜롬보 조선소가 건조하였다.

## 현재 함대
스리랑카 해군 함대는 250척 이상의 전투, 지원함 및 해안 경비함으로 구성되어 있으며, 대부분은 미국, 중국, 인도, 이스라엘에서 출발한다. 해군 함정 건조장은 현지에서 제공한다.

## 같이 보기
- 스리랑카 내전